# شهرستان نای (نوادا)
شهرستان نای (به انگلیسی: Nye County) شهرستانی در نوادا، ایالات متحده است. طبق سرشماری سال ۲۰۰۰ ایالات متحده، جمعیت این شهرستان ۳۲٬۴۸۵ نفر بود و در سال ۲۰۰۷ جمعیت آن ۴۶٬۳۰۸ نفر تخمین زده شد. شهرستان نای با مساحت ۴۷٬۰۳۰ کیلومتر مربع سومین شهرتان بزرگ ۴۸ ایالت هم جوار آمریکا بر حسب مساحت است. مرکز این شهرستان توناپاه است. گرانیگاه جمعیتی ایالت نوادا در شهرستان نای، نزدیک کوه یوکا قرار دارد. بزرگ‌ترین شهر در شهرستان نای پهرامپ است که یک منطقهٔ ویژه می‌باشد.